# Lürschau
Lürschau (en danois: Lyrskov) est une commune d'Allemagne de l'arrondissement de Schleswig-Flensburg dans le Land de Schleswig-Holstein.

## Géographie
Lürschau se situe dans un paysage de landes et de bruyères, et de terres agricoles. Elle est traversée par la route historique de Viborg à Hambourg, l'Ochsenweg. Les villages d'Arenholz, Hermannsort, Ruhekrug (avec le manoir de Falkenberg) et Wilhelmslust appartiennent en plus du village même de Lürschau, à la commune du même nom.